# Mehtab Ahmed Khan Abbasi
Pour les articles homonymes, voir Abbasi (homonymie).
Sardar Mehtab Ahmed Khan Abbasi, né le 15 décembre 1952, est un homme politique pakistanais. Originaire du district d'Abbottabad, il est successivement ministre en chef de la province de Khyber Pakhtunkhwa, sénateur, député, ministre fédéral des chemins de fer et enfin gouverneur de Khyber Pakhtunkhwa. Il a été alternativement membre de la Ligue musulmane du Pakistan (N) et de la Ligue musulmane du Pakistan (Q).

## Biographie

### Jeunesse et étude
Sardar Mehtab Ahmed Khan Abbasi est né le 15 décembre 1952 dans le village de Malkot, situé dans le district d'Abbottabad et la province de Khyber Pakhtunkhwa. Il est issu d'une famille parlant hindko. Il étudie le droit à Rawalpindi puis devient avocat.

### Carrière politique
Ahmed Khan Abbasi devient ministre en chef de la province de la Frontière-du-Nord-Ouest le 21 février 1997, à la suite du succès électoral de la Ligue musulmane du Pakistan (N) aux élections législatives de 1997 et au retour de Nawaz Sharif au pouvoir. Comme ce dernier, il perd son poste à la suite du coup d'État militaire du 12 octobre 1999.
Après avoir rejoint la Ligue musulmane du Pakistan (Q) soutenant le nouveau président Pervez Musharraf, il est élu sénateur en 2003 sous cette nouvelle étiquette pour un mandat de six ans. Il démissionne en 2008 pour pouvoir se présenter aux élections législatives de 2008 sous les couleurs de la Ligue musulmane du Pakistan (N), qu'il a de nouveau rejointe. Il est élu dans la première circonscription du district d'Abbottabad, avec environ 44 % des voix face à quatre autres candidats. Il occupe brièvement le poste de ministre fédéral des Chemins de fer en 2008, avant que son parti ne quitte le coalition gouvernementale menée par le Parti du peuple pakistanais.
En 2010, il s'oppose à ce que la province de la Frontière-du-Nord-Ouest devienne Khyber Pakhtunkhwa, et propose plutôt le nom de « Hazara Pakhtunkhwa ». 
Le 15 avril 2014, il est nommé gouverneur de la province par le Premier ministre Nawaz Sharif, en remplacement de Shaukatullah Khan.
Le 8 février 2016, il démissionne de son poste de gouverneur afin de se consacrer à la vie parlementaire. En effet, Abbasi souhaite se présenter aux élections sénatoriales de mars 2018, et doit pour être éligible démissionner de son poste deux ans au moins avant la date de l'élection. Toutefois, selon le Mouvement du Pakistan pour la justice, la cause de sa démission serait plutôt sa participation à la campagne Billion Tree conduite par le gouvernement local, rival de la Ligue de Nawaz.
Il ne se présente toutefois pas aux élections sénatoriales de 2018 et entre même en conflit avec son parti concernant la circonscription qui lui est proposée pour les élections législatives de 2018. Il ne se présente finalement pas à ce scrutin.